# Zach Lisolajski
 (mars 2025).
Zach Lisolajski est un footballeur australien né le 5 octobre 2005 à Melbourne. Il joue au poste de défenseur central à Perth Glory.

## Carrière

### En club
Il fait ses débuts professionnels avec le Sydenham Park SC avant de signer avec les jeunes de Newcastle Jets. 
Il signe ensuite à Western United avec lequel il fait ses débuts le 27 janvier 2024 lors d'une défaite à domicile 0-1 contre Western Sydney.
En juin 2024, il signe pour deux saisons avec le Perth Glory. Il joue son premier match le 3 août 2024 contre Melbourne City en coupe et son club gagne 5-4.  Il marque son premier but le 28 août 2024 contre Moreton City en coupe et son club s'incline 3-2.

### En sélection
Avec les moins de 20 ans, il participe à la coupe d'Asie en 2025 qui s'est jouée en Chine. Il joue 3 matchs durant le tournoi et l'Australie remporte le titre. 

## Palmarès
Vainqueur de la coupe d'Asie des moins de 20 ans en 2025.